# JYJ
JYJ는 동방신기 출신의 김재중, 김준수로 구성된 대한민국의 2인조 남성 음악 그룹이다. 팀명의 J는 재중 (Jaejoong), Y는 유천 (Yuchun), J는 준수 (Junsu)를 가리킨다.
본래 2003년 5인조 남성 그룹 동방신기로 데뷔해 활동했으나 SM 엔터테인먼트와의 불공정한 전속계약에 문제를 제기한 멤버들이 독립해서 결성한 그룹이다. 공식적으로 2010년부터 3인조 그룹으로 씨제스엔터테인먼트에서 활동했으나 2019년 4월 박유천이 메스암페타민 투약을 한 사실이 밝혀져 4월 24일 소속사와의 전속 계약이 해지되었고 2인조로 재편되었다. 이후 2021년 11월 김준수, 2023년 4월 김재중이 전속계약 만료 후 씨제스엔터테인먼트를 떠나게 되었다. 2024년에 데뷔 20주년을 기념하여 김재중, 김준수가 2인조 그룹 JX를 결성한 것으로 보아 앞으로 JYJ라는 팀명을 사용하지 않을 것으로 보여진다.

## 구성원
| 이름   | 소개                                                            |
| ------ | --------------------------------------------------------------- |
| 김재중 | - 생년월일 : 1986년 1월 26일(39세) - 출생지 : 대한민국 충청남도 |
| 김준수 | - 생년월일 : 1986년 12월 15일(38세) - 출생지 : 대한민국 경기도  |

### 이전 구성원
| 박유천 | - 생년월일 : 1986년 6월 4일(39세) - 출생지 : 대한민국 서울특별시 |

## 음반
정규 음반
- The Beginning (2010)
- In Heaven (2011)
- Just Us (2014)

EP
- The... (2010)